# Il destino si chiama Clotilde
Il destino si chiama Clotilde è il secondo romanzo del giornalista e scrittore italiano Giovannino Guareschi.
La storia è una parodia dei romanzi d'appendice ottocenteschi, zeppa di colpi di scena, storie d'amore improbabili, avventure esotiche, scene d'azione, enigmi e rivelazioni assortite, con uso corrispondente dei registri del linguaggio letterario, dal pomposo allo strappalacrime, spesso usati (volutamente) in modo incongruo.

## Trama
La storia si svolge nell'anno 1885 ed è narrata, a decenni di distanza, da un italiano emigrato prima in Argentina e poi negli Stati Uniti che, da ragazzo, fu marginalmente coinvolto nelle vicissitudini dei protagonisti. Interi capitoli sono dedicati alla storia del narratore e ai suoi episodi giovanili di furti e truffe sotto l'egida dello zio.
Filimario Dublè è un trentenne di ricca famiglia della città di Nevaslippe, fuggito di casa all'età di sei anni per essersi rifiutato di bere un bicchiere d'olio di ricino. Rimasto al verde dopo la morte dello zio che l'aveva accolto, riceve un invito per una crociera sul Delfino, il panfilo di Clotilde Troll, la più bella e ricca (ma anche bizzarra) ragazza della città. Una volta a bordo, scopre però che la proprietaria non è sull'imbarcazione. Vi si trovano invece altri due gentiluomini di Nevaslippe: Pio Pis, amante non corrisposto della Troll, e Settembre Nort, imbattibile giocatore d'azzardo, che Clotilde ha voluto allontanare dalla città con l'inganno. Il capitano della nave ha infatti l'ordine di sbarcare i tre passeggeri sull'isola Bess, dove la signorina Troll possiede una villa. Questa però risulta essere occupata da una banda di contrabbandieri d'oppio, il cui capo è la giovane e affascinante Ketty, che rimane intrigata da Filimario.
Intanto Clotilde decide di partire anch'essa per l'isola Bess per sincerarsi delle condizioni dei suoi ospiti, accompagnata in ciò dal suo fidanzato Giorgino de Ludebelle, che vessa in continuazione. A lui rivela che in realtà è innamorata di Filimario, ma che è mortalmente offesa dalla sua ostentata indifferenza.
Prima dell'arrivo di Clotilde, Ketty e i contrabbandieri partono dall'isola sulla loro nave, il Jeannette, col loro carico di droga portando Filimario, Pio e Settembre come ostaggi, ma vengono intercettati dai doganieri statunitensi. Grazie ad uno stratagemma di Ketty, i tre malcapitati sono presi per i veri narcotrafficanti e sono tratti in arresto a New York.
Per avere il denaro per pagare la cauzione in attesa del processo, Filimario dovrebbe ottemperare alle disposizioni testamentarie della madre, nel frattempo deceduta, che prevedono ch'egli beva il bicchiere d'olio di ricino rifiutato ventiquattro anni prima. La cauzione viene comunque pagata da Clotilde, mentre anche Ketty si era attivata per far evadere Filimario.
Per racimolare denaro, i tre compagni di sventura si propongono come "gentiluomini a noleggio": in un ricevimento a cui sono inviati vedono così che Ketty, sotto le mentite spoglie di una contessa spagnola, si accompagna con Giorgino, ormai stanco delle bizzarrie di Clotilde. Un nuovo incarico per Filimario, Pio e Settembre prevede ch'essi puntino grosse quantità di denaro, senza trattenere le eventuali vincite, su una bisca galleggiante per invogliare gli altri passeggeri al gioco d'azzardo. Anche Clotilde si trova sulla nave e, quando dei pirati assaltano il battello, Filimario ha l'occasione di salvarla prima gettandola in mare e poi caricandola su una lancia a motore, per mezzo della quale i due raggiungono l'isola Bess facendo naufragio.
Dopo diverse scaramucce, Filimario e Clotilde vengono raccolti da una nave di passaggio che li riconduce a New York, dove ritrovano Settembre e Pio. A Filimario viene proposto, da parte dell'avvocato Smithson, un affare rischioso ma ben retribuito: egli dovrà essere accusato di un crimine che non ha commesso perché l'avvocato, difendendolo e facendolo assolvere, veda accresciuta la propria reputazione. La faccenda però si complica perché Filimario descrive il misfatto in modo eccessivamente realistico; al finto colpevole non rimane così che evadere ed allontanarsi dagli Stati Uniti sulla nave Grilling, dove si trova anche Clotilde.
Per sopperire alle proprie ristrettezze economiche, Filimario è ormai deciso a cedere e a bere l'amaro calice, ma il notaio e i testimoni incaricati di verificare l'atto, che egli aveva fatto chiamare a New York, sono stati prelevati e mandati in crociera nei Mari del Sud da Clotilde, che non vuole che Filimario si arricchisca perché teme che così lo perderebbe per sempre.
Dopo un confronto tra Clotilde e Ketty (che con lo Jeannette ha raggiunto il Grilling), quest'ultima riparte con Giorgino, mentre la prima torna con Filimario a Nevaslippe dove i due, finalmente innamorati, convolano a giuste nozze.
Filimario riesce infine ad entrare in possesso dell'eredità quando accetta di buon grado di bere un bicchiere d'olio di ricino che Clotilde gli aveva richiesto per amore suo.

## Edizioni
- Giovannino Guareschi, Il destino si chiama Clotilde. Romanzo d'amore e di avventura con un'importante digressione la quale per quanto d'indole personale si innesta mirabilmente nella vicenda e la corrobora rendendola vieppiù varia e interessante, Milano, Rizzoli, 1942,  p. 262.
- Giovannino Guareschi, Il destino si chiama Clotilde. Romanzo d'amore e di avventura con un'importante digressione la quale per quanto d'indole personale si innesta mirabilmente nella vicenda e la corrobora rendendola vieppiù varia e interessante, Milano, Rizzoli, 1985,  p. 259.
- Giovannino Guareschi, Il destino si chiama Clotilde. Romanzo d'amore e di avventura con un'importante digressione la quale per quanto d'indole personale si innesta mirabilmente nella vicenda e la corrobora rendendola vieppiù varia e interessante, Milano, Rizzoli, 1993,  p. 288.